# Adbusters

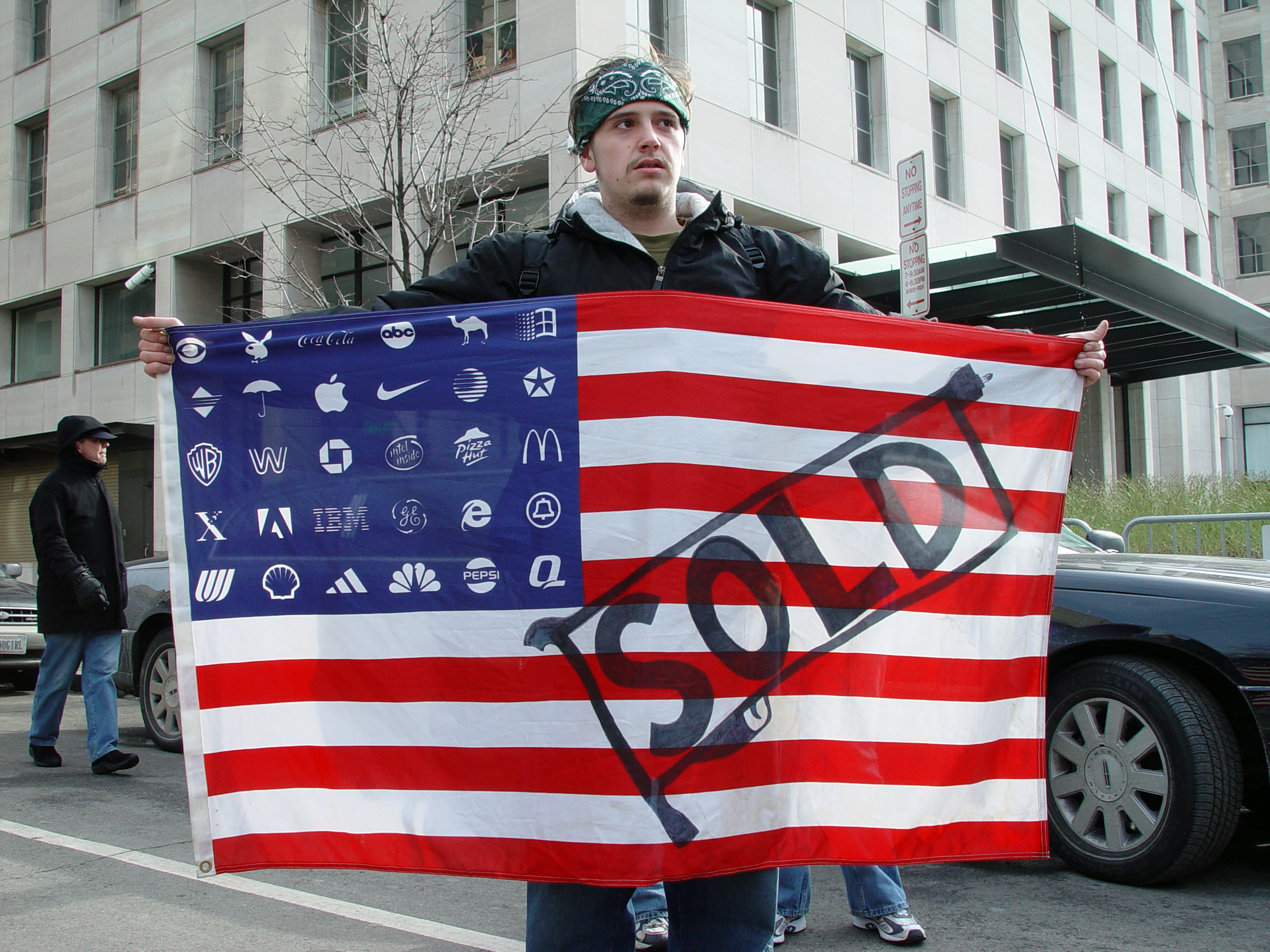
Militante com a bandeira da Adbusters

Adbusters Media Foundation (também chamada de Adbusters ou de Media Foundation) é uma organização sem fins lucrativos, anticonsumista fundada em 1989 por Kalle Lasn e Bill Schmalz em Vancouver, Canadá. Eles se autodescrevem como "uma rede global de artistas, ativistas, escritores,  estudantes, educadores e empresários que querem desenvolver um novo movimento ativista social da era da informação".
A fundação publica Adbusters (ISSN 0847-9097), uma revista ativista mantida pelos leitores, com uma tiragem de 120.000 cópias, devotada a numerosas causas políticas e sociais, muitas da quais são de natureza anticonsumista. Adbusters também lançou diversas campanhas internacionais de publicidade social, incluindo Buy Nothing Day e TV Turnoff Week e são conhecidos por seus "subvertisements" que parodiam propagandas populares.
Adbusters possui afiliação com organizações irmãs tais como L'Association Résistance à l'Aggression Publicitaire na França, Adbusters Norge na Noruega, Adbusters Sverige na Suécia e Culture Jammers no Japão.